# Hemeroblemma lumma
Hemeroblemma lumma là một loài bướm đêm trong họ Erebidae.